# Dolichopeza insincera
Dolichopeza insincera är en tvåvingeart som beskrevs av Alexander 1946. Dolichopeza insincera ingår i släktet Dolichopeza och familjen storharkrankar.
Artens utbredningsområde är Zimbabwe. Inga underarter finns listade i Catalogue of Life.